# Tomentella
Tomentella of Rouwkorstje is een geslacht van schimmels behorend tot de familie Thelephoraceae. De typesoort is Tomentella ferruginea. De wetenschappelijke naam van het geslacht werd voor het eerst in 1887 geldig gepubliceerd door Pers. ex Pat.

## Soorten
Volgens Index Fungorum telt het geslacht 151 soorten:
| Soortnaam                                           | Auteur(s)                               | Publicatiejaar |
| --------------------------------------------------- | --------------------------------------- | -------------- |
| Tomentella africana                                 | Yorou & Agerer                          | 2008           |
| Tomentella afrostuposa                              | Yorou                                   | 2012           |
| Tomentella agbassaensis                             | Yorou                                   | 2012           |
| Tomentella agereri                                  | Yorou                                   | 2011           |
| Tomentella alpina                                   | Peintner & Dämmrich                     | 2012           |
| Tomentella amyloapiculata                           | Yorou                                   | 2012           |
| Tomentella angulospora                              | M.J. Larsen                             | 1975           |
| Tomentella anthochroa                               | (Pers.) Rick                            | 1934           |
| Tomentella arensii                                  | Ade                                     | 1926           |
| Tomentella asperula                                 | (P. Karst.) Höhn. & Litsch.             | 1906           |
| Tomentella asterigma                                | Maire                                   | 1906           |
| Tomentella asterostromelloides                      | Rick                                    | 1938           |
| Tomentella atroarenicolor                           | Nikol.                                  | 1970           |
| Tomentella atrorubra                                | (Peck) Bourdot & Galzin                 | 1928           |
| Tomentella atrovirens                               | (Bres.) Höhn. & Litsch.                 | 1908           |
| Tomentella autochroa                                | (Pers.) Rick                            | 1934           |
| Tomentella avellanea                                | (Burt) Bourdot & Galzin                 | 1924           |
| Tomentella badia (Bruin rouwkorstje)                | (Link) Stalpers                         | 1975           |
| Tomentella badiofusca                               | Bourdot & Galzin                        | 1928           |
| Tomentella badioincrustata                          | Yorou & Paroll                          | 2012           |
| Tomentella bambusina                                | Viégas                                  | 1939           |
| Tomentella baroensis                                | Yorou                                   | 2012           |
| Tomentella beaverae                                 | Suvi & Kõljalg                          | 2010           |
| Tomentella beccariana                               | (Pass.) Rick                            | 1934           |
| Tomentella bicolor                                  | (G.F. Atk. & Burt) Bourdot & Galzin     | 1924           |
| Tomentella bilthoveniensis                          | Bourdot                                 | 1933           |
| Tomentella botryoides (Tweekleurig rouwkorstje)     | (Schwein.) Bourdot & Galzin             | 1924           |
| Tomentella bourdotii                                | Svrček                                  | 1958           |
| Tomentella brevispina                               | (Bourdot & Galzin) M.J. Larsen          | 1970           |
| Tomentella brunneocystidia                          | Yorou & Agerer                          | 2007           |
| Tomentella brunneocystidiata                        | Yorou & Agerer                          | 2007           |
| Tomentella brunneoincrustata                        | Villegas & Contr.-Pach.                 | 2015           |
| Tomentella brunneorufa                              | M.J. Larsen                             | 1974           |
| Tomentella bryophila (Roestgeel rouwkorstje)        | (Pers.) M.J. Larsen                     | 1974           |
| Tomentella cinerascens (Muisgrijs rouwkorstje)      | (P. Karst.) Höhn. & Litsch.             | 1906           |
| Tomentella cinereoumbrina                           | (Bres.) Stalpers                        | 1993           |
| Tomentella clavigera                                | Litsch.                                 | 1960           |
| Tomentella coerulea (Blauw rouwkorstje)             | Höhn. & Litsch.                         | 1908           |
| Tomentella coriacea                                 | (Peck) Bourdot & Galzin                 | 1924           |
| Tomentella corticioides                             | Wakef.                                  | 1961           |
| Tomentella crinalis (Gestekeld rouwkorstje)         | (Fr.) M.J. Larsen                       | 1967           |
| Tomentella crustacea                                | (Schumach.) Höhn. & Litsch.             | 1908           |
| Tomentella donkii                                   | Litsch.                                 | 1941           |
| Tomentella elaeodes                                 | (Bres.) Höhn. & Litsch.                 | 1907           |
| Tomentella epigaea                                  | (Burt) M.J. Larsen                      | 1965           |
| Tomentella epimyces                                 | (Bres.) Höhn. & Litsch.                 | 1908           |
| Tomentella fatrensis                                | Svrček                                  | 1958           |
| Tomentella ferruginea (Roestig rouwkorstje)         | (Pers.) Pat.                            | 1887           |
| Tomentella ferruginella                             | (Bourdot & Galzin) Svrček               | 1958           |
| Tomentella flava                                    | Bref.                                   | 1888           |
| Tomentella fragilis                                 | (Bourdot & Galzin) M.J. Larsen          | 1974           |
| Tomentella fraseri                                  | M.J. Larsen                             | 1975           |
| Tomentella fungicola                                | (Litsch.) M.J. Larsen                   | 1974           |
| Tomentella furcata                                  | Yorou & Agerer                          | 2007           |
| Tomentella fuscella                                 | (J. Schröt.) S. Lundell                 | 1954           |
| Tomentella fuscocinerea (Gesploos rouwkorstje)      | (Pers.) Donk                            | 1933           |
| Tomentella fuscoferruginosa (Schurftig rouwkorstje) | (Bres.) Litsch.                         | 1941           |
| Tomentella galzinii (Korrelig rouwkorstje)          | Bourdot                                 | 1924           |
| Tomentella garhwaliana                              | Samita, Sanyal & Dhingra                | 2014           |
| Tomentella geophila                                 | (Durieu & Mont.) Pat.                   | 1900           |
| Tomentella gigaspora                                | Hjortstam & Ryvarden                    | 1995           |
| Tomentella gilbertii                                | Bourdot & Galzin                        | 1928           |
| Tomentella gilva                                    | (Bourdot & Galzin) Svrček               | 1958           |
| Tomentella glandulifera                             | Höhn. & Litsch.                         | 1906           |
| Tomentella globosa                                  | X. Lu, K. Steffen & H.S. Yuan           | 2018           |
| Tomentella grandinioides                            | Rick                                    | 1934           |
| Tomentella granosa                                  | (Berk. & M.A. Curtis) Bourdot & Galzin  | 1924           |
| Tomentella gresicola                                | Bourdot & Galzin                        | 1924           |
| Tomentella griseoumbrina                            | Litsch.                                 | 1936           |
| Tomentella griseoviolacea                           | Litsch.                                 | 1941           |
| Tomentella guadalupensis                            | E.C. Martini & Hentic                   | 2006           |
| Tomentella guineensis                               | Yorou                                   | 2012           |
| Tomentella guinkoi                                  | Yorou                                   | 2012           |
| Tomentella himalayana                               | S.S. Rattan                             | 1977           |
| Tomentella hjortstamiana                            | Suvi & Kõljalg                          | 2010           |
| Tomentella incarnata                                | Henn.                                   | 1898           |
| Tomentella indica                                   | S.S. Rattan                             | 1977           |
| Tomentella intsiae                                  | Suvi & Kõljalg                          | 2010           |
| Tomentella italica                                  | (Sacc.) M.J. Larsen                     | 1967           |
| Tomentella juncicola                                | Svrček                                  | 1958           |
| Tomentella kalatopii                                | Dhingra & Malka                         | 1994           |
| Tomentella kentuckiensis                            | M.J. Larsen                             | 1974           |
| Tomentella kootenaiensis                            | M.J. Larsen                             | 1975           |
| Tomentella lammiensis                               | X. Lu, K. Steffen & H.S. Yuan           | 2018           |
| Tomentella lapida (Glad rouwkorstje)                | (Pers.) Stalpers                        | 1984           |
| Tomentella larssoniana                              | Suvi & Kõljalg                          | 2010           |
| Tomentella lateritia (Steenrood rouwkorstje)        | Pat.                                    | 1894           |
| Tomentella liasicola                                | Bourdot & Galzin                        | 1924           |
| Tomentella lilacinogrisea (Wrattig rouwkorstje)     | Wakef.                                  | 1966           |
| Tomentella longisterigmata                          | X. Lu, K. Steffen & H.S. Yuan           | 2018           |
| Tomentella mairei                                   | Bourdot                                 | 1924           |
| Tomentella maroana                                  | Yorou                                   | 2011           |
| Tomentella microspora                               | (P. Karst.) Höhn. & Litsch.             | 1906           |
| Tomentella minispora                                | Yorou                                   | 2012           |
| Tomentella molybdaea (Blauwverkleurend rouwkorstje) | Bourdot & Galzin                        | 1924           |
| Tomentella muricata                                 | (Ellis & Everh.) Wakef.                 | 1962           |
| Tomentella mutabilis                                | Bourdot & Galzin                        | 1924           |
| Tomentella nitellina                                | Bourdot & Galzin                        | 1924           |
| Tomentella ochraceo-olivacea                        | Litsch.                                 | 1933           |
| Tomentella oligofibula                              | M.J. Larsen, Beltrán-Tej. & Rodr.-Armas | 1994           |
| Tomentella olivascens                               | (Berk. & M.A. Curtis) Bourdot & Galzin  | 1928           |
| Tomentella pallidocastanea                          | X. Lu, Y.H. Mu & H.S. Yuan              | 2018           |
| Tomentella papuae                                   | Yorou & Paroll                          | 2012           |
| Tomentella parmastoana                              | Suvi & Kõljalg                          | 2010           |
| Tomentella patagonica                               | Kuhar & Rajchenb.                       | 2016           |
| Tomentella pellicularioides                         | Wakef.                                  | 1966           |
| Tomentella phylacteris                              | (Bull.) Bourdot & Galzin                | 1920           |
| Tomentella pilatii                                  | Litsch.                                 | 1933           |
| Tomentella pileocystidiata                          | Suvi & Kõljalg                          | 2010           |
| Tomentella pilosa (Knopharig rouwkorstje)           | (Burt) Bourdot & Galzin                 | 1924           |
| Tomentella pisoniae                                 | Suvi & Kõljalg                          | 2010           |
| Tomentella porphyrea                                | Petch                                   | 1925           |
| Tomentella puberula (Triangelrouwkorstje)           | Bourdot & Galzin                        | 1924           |
| Tomentella pulvinulata                              | Kuhar & Rajchenb.                       | 2016           |
| Tomentella punicea (Bont rouwkorstje)               | (Alb. & Schwein.) J. Schröt.            | 1888           |
| Tomentella purpurea                                 | Wakef.                                  | 1966           |
| Tomentella pyrolae                                  | (Ellis & Halst.) M.J. Larsen            | 1968           |
| Tomentella radiosa (Bleekrandrouwkorstje)           | (P. Karst.) Rick                        | 1934           |
| Tomentella retiruga                                 | E.C. Martini & Hentic                   | 2003           |
| Tomentella rhodophaea (Rozegeel rouwkorstje)        | Höhn. & Litsch.                         | 1907           |
| Tomentella roana                                    | (Bourdot & Galzin) Svrček               | 1958           |
| Tomentella rostrata                                 | Kotkova                                 | 2013           |
| Tomentella rufobrunnea                              | Petch                                   | 1924           |
| Tomentella scobinella                               | G. Cunn.                                | 1957           |
| Tomentella sparsa                                   | (Burt) Bourdot & Galzin                 | 1928           |
| Tomentella spinifera                                | (Burt) M.P. Christ.                     | 1960           |
| Tomentella spinosispora                             | Čížek                                   | 2004           |
| Tomentella stuposa (Gezwollen rouwkorstje)          | (Link) Stalpers                         | 1984           |
| Tomentella subalpina                                | M.J. Larsen                             | 1972           |
| Tomentella subamyloidea                             | Agerer                                  | 2001           |
| Tomentella subcinerascens                           | Litsch.                                 | 1939           |
| Tomentella subclavigera (Knotsrouwkorstje)          | Litsch.                                 | 1933           |
| Tomentella subcorticioides                          | S.S. Rattan                             | 1977           |
| Tomentella subfusca                                 | (P. Karst.) Höhn. & Litsch.             | 1906           |
| Tomentella subtestacea (Versierd rouwkorstje)       | Bourdot & Galzin                        | 1924           |
| Tomentella subvinosa                                | (Burt) Bourdot & Galzin                 | 1924           |
| Tomentella tabacina                                 | (Bres.) Sacc. & Trotter                 | 1912           |
| Tomentella tedersooi                                | Suvi & Kõljalg                          | 2010           |
| Tomentella tenuirhizomorpha                         | X. Lu, Y.H. Mu & H.S. Yuan              | 2018           |
| Tomentella tenuis                                   | Suvi & Kõljalg                          | 2010           |
| Tomentella tenuissima                               | Kuhar & Rajchenb.                       | 2016           |
| Tomentella terrestris                               | (Berk. & Broome) M.J. Larsen            | 1974           |
| Tomentella testacea                                 | Bourdot & Galzin                        | 1924           |
| Tomentella testaceogilva                            | Bourdot & Galzin                        | 1924           |
| Tomentella umbrinospora                             | M.J. Larsen                             | 1963           |
| Tomentella unicusa                                  | Dhingra & Malka                         | 1994           |
| Tomentella variecolor                               | Malençon                                | 1952           |
| Tomentella vesiculosa                               | Natarajan & Chandrash.                  | 1979           |
| Tomentella viridescens                              | (Bres. & Torrend) Bourdot & Galzin      | 1928           |
| Tomentella viridis                                  | (Rick) G. Cunn.                         | 1963           |
| Tomentella viridula (Olijfgroen rouwkorstje)        | (Bourdot & Galzin) Svrček               | 1958           |